# 1991年ウィンブルドン選手権
1991年 ウィンブルドン選手権（1991ねんウィンブルドンせんしゅけん、The Championships, Wimbledon 1991）は、イギリス・ロンドン郊外にある「オールイングランド・ローンテニス・アンド・クローケー・クラブ」にて、1991年6月24日から7月7日にかけて開催された。

## シード選手

### 男子シングルス
1. ステファン・エドベリ　（ベスト4）
2. ボリス・ベッカー　（準優勝）
3. イワン・レンドル　（3回戦）
4. ジム・クーリエ　（ベスト8）
5. アンドレ・アガシ　（ベスト8）
6. ミヒャエル・シュティヒ　（初優勝）
7. ギー・フォルジェ　（ベスト8）
8. ピート・サンプラス　（2回戦）
9. マイケル・チャン　（1回戦）
10. ゴラン・イワニセビッチ　（2回戦）　［注：クロアチアの独立国家は6月25日に成立。大会開幕時はユーゴスラビア領］
11. エミリオ・サンチェス　（1回戦）
12. アンドレイ・チェルカソフ　（1回戦）
13. ヤコブ・ラセク　（2回戦）
14. カレル・ノバチェク　（4回戦）
15. ブラッド・ギルバート　（3回戦）
16. ジョン・マッケンロー　（4回戦）

### 女子シングルス
1. シュテフィ・グラフ　（優勝、2年ぶり3度目）
2. ガブリエラ・サバティーニ　（準優勝）
3. マルチナ・ナブラチロワ　（ベスト8）
4. アランチャ・サンチェス　（ベスト8）
5. メアリー・ジョー・フェルナンデス　（ベスト4）
6. ヤナ・ノボトナ　（2回戦）
7. ジーナ・ガリソン　（ベスト8）
8. カテリナ・マレーバ　（4回戦）
9. ジェニファー・カプリアティ　（ベスト4）
10. ヘレナ・スコバ　（1回戦）
11. ナタリー・トージア　（4回戦）
12. ナターシャ・ズベレワ　（2回戦）
13. アンケ・フーバー　（4回戦）
14. エミー・フレージャー　（4回戦）
15. サンドラ・チェッキーニ　（1回戦）
16. ジュディス・ヴィースナー　（4回戦）

## 大会経過

### 男子シングルス
準々決勝
- ステファン・エドベリ vs.  シェリー・シャンピオン　6-3, 6-2, 7-5
- ミヒャエル・シュティヒ vs.  ジム・クーリエ　6-3, 7-6, 6-2
- デビッド・ウィートン vs.  アンドレ・アガシ　6-2, 0-6, 3-6, 7-6, 6-2
- ボリス・ベッカー vs.  ギー・フォルジェ　6-7, 7-6, 6-2, 7-6

準決勝
- ミヒャエル・シュティヒ vs.  ステファン・エドベリ　4-6, 7-6, 7-6, 7-6
- ボリス・ベッカー vs.  デビッド・ウィートン　6-4, 7-6, 7-5

### 女子シングルス
準々決勝
- シュテフィ・グラフ vs.  ジーナ・ガリソン　6-1, 6-3
- メアリー・ジョー・フェルナンデス vs.  アランチャ・サンチェス　6-2, 7-5
- ジェニファー・カプリアティ vs.  マルチナ・ナブラチロワ　6-4, 7-5
- ガブリエラ・サバティーニ vs.  ローラ・ギルデマイスター　6-2, 6-1

準決勝
- シュテフィ・グラフ vs.  メアリー・ジョー・フェルナンデス　6-2, 6-4
- ガブリエラ・サバティーニ vs.  ジェニファー・カプリアティ　6-4, 6-4

## 決勝戦の結果
男子シングルス
- ミヒャエル・シュティヒ vs.  ボリス・ベッカー　6-4, 7-6, 6-4

女子シングルス
- シュテフィ・グラフ vs.  ガブリエラ・サバティーニ　6-4, 3-6, 8-6

男子ダブルス
- ジョン・フィッツジェラルド＆ アンダース・ヤリード vs.  ハビエル・フラナ＆ レオナルド・ラバル　6-3, 6-4, 6-7, 6-1

女子ダブルス
- ナターシャ・ズベレワ＆ ラリサ・サブチェンコ vs.  ジジ・フェルナンデス＆ ヤナ・ノボトナ　6-4, 3-6, 6-4

混合ダブルス
- ジョン・フィッツジェラルド＆ エリザベス・スマイリー vs.  ジム・ピュー＆ ナターシャ・ズベレワ　7-6, 6-2

## みどころ
- 男子シングルス決勝で、テニス4大大会史上初の「ドイツ対決の決勝」が実現した。ミヒャエル・シュティヒがボリス・ベッカーを破って4大大会初優勝。女子シングルス優勝のシュテフィ・グラフと合わせて、この大会の男女シングルスは2年ぶりの“ドイツ・アベック優勝”となった。グラフは1990年全豪オープン以来の4大大会優勝で、通算「10勝」は女子テニス史上7人目となる。
- 女子シングルス準々決勝で、当時15歳3ヶ月のジェニファー・カプリアティが大会前年優勝者のマルチナ・ナブラチロワを破る勝利を挙げた。前年から世界を席巻していたテニスの“天才少女”は、続く準決勝で第2シードのガブリエラ・サバティーニに敗れた。
- 大会第1週に雨が多く、試合日程の消化が大幅に遅れたため、日曜日の休養日「ミドル・サンデー」（6月30日）を返上して試合が行われた。ウィンブルドン選手権の歴史を通じて、この伝統が破られたのは史上初めての出来事であった。
- 注意点：1991年はソビエト連邦の崩壊の年であり、ユーゴスラビアでも紛争のためクロアチアなどの独立国家が誕生した。「シード選手」の一覧において、旧ソ連出身選手や旧ユーゴスラビア出身選手の国籍表示は注意を要する。